# Pascoea meeki
Pascoea meeki là một loài bọ cánh cứng trong họ Cerambycidae.